# Feliks Antoni Ignacy Szołdrski
Feliks Antoni Ignacy Szołdrski herbu Łodzia (ur. 30 maja 1736 w Kórniku, zm. 29 sierpnia 1795 w Czempiniu) – starościc i starosta łęczycki, syn posła na sejm 1730 roku z województwa łęczyckicego Stefana Macieja Szołdrskiego i jego żony Teofili z Działyńskich i wnuk Ludwika Bartłomieja Szołdrskiego. Mąż Katarzyny z Lipskich herbu Grabie. Po śmierci swej matki w 1790 właściciel dóbr bnińskich i kórnickich. 

## Życiorys
Feliks Szołdrski był jedynym dzieckiem Teofili Działyńskiej, które osiągnęło pełnoletność. Jego rodzeństwo zmarło w dzieciństwie. Został dobrze wychowany i wykształcony, po matce odziedziczył talent dobrego gospodarza. W Kórniku wybudował szkołę i szpital, a w Bninie ogrodzenie przy kościele katolickim. Po śmierci swego dziadka w 1749 r. został właścicielem Czempinia.
Poseł województwa kaliskiego na sejm konwokacyjny 1764 roku. 
Był także założycielem Nowego Tomyśla, gdzie w 1778 r. erygował zbór ewangelicki. Na jego budowę ofiarował teren i materiał budowlany.
Ożenił się z Katarzyną Lipską, ale małżeństwo skończyło się wkrótce rozwodem. Zmarł bezpotomnie.